# Nen (flod)
Nen, også kaldt Nonni (kinesisk: 嫩江 pinyin: Nèn Jiāng, manchuisk:  – Non ula) er en flod i provinsen Heilongjiang i det nordøstlige Kina. Den er 1.370 kilometer lang, og er den længste biflod til Songhua. Den har et afvandingsområde på 283.000 km² og en middelvandføring på 700 m³/s.
Floden har sit udspring i bjergkæden Yilehuli Shan, og løber mod syd til den løber sammen med Songhua nær Da'an.
Floden er meget udsat for oversvømmelser, senest i 1998 og 2005.
De største byer langs floden er Qiqihar og Nehe.
45°26′17″N 124°39′25″Ø / 45.4381°N 124.657°Ø